# 水門轉運站
水門轉運站（排灣語：i Suimung a Pubasuan）是位於臺灣屏東縣內埔鄉的長途客運及市區公車轉運設施，由高雄客運營運。
目前屏東客運在內埔鄉水門村設有站點，但站前道路空間狹隘，且各路線公車候車地點不同，故屏東縣政府規劃水門轉運站，將整合各路線公車，並納入原鄉巴士，有18條路線進駐本轉運站，是屏北區域轉運中心，成為重要的交通樞紐，轉運站內也設有旅遊服務中心。
水門轉運站由交通部公路總局補助新臺幣4076萬元，加上屏東縣政府自籌新臺幣1000多萬元，總工程經費新臺幣6042萬元，於2019年5月7日動工，2021年1月7日正式啟用。

## 設施概要

### 轉運場站
預計於轉運站內設置客運月台8席。客運候車月臺配置詳如下表
| 月臺編號 | 使用業者                             | 使用路線                                   | 路線備註                                                                    |
| 第1月台  | 高雄客運                             | 511、511A                                  | 屏東縣市區公車 往台鐵新左營站、義大醫院、里港、涼山遊憩區                   |
| 第2月台  | 高雄客運                             | 603A、603B、603C、605、605A、606           | 屏東縣市區公車 往屏東轉運站、潮州轉運站、萬巒、涼山遊憩區、賽嘉樂園、屏科大 |
| 第3月台  | 屏東客運                             | 8227~8229、8231~8233                       | 往 屏東、內埔、鹽埔、崙上、三地門、霧台                                     |
| 第6月台  | 三地門鄉公所、皇冠大車隊、霧臺鄉公所 | 幸福三地門2~3路、德文達來線、幸福霧臺1~3路 | 幸福巴士                                                                    |

### 停車場
共規畫100多格停車位，便利民眾轉乘。

### 公共自行車
屏東縣公共自行車租賃系統（YouBike2.0）：
- 水門轉運站：27柱（成功路251號）

## 行經路線詳細資料
| 路線編號      | 營運區間                             | 服務業者     | 備註                                                                                      |
| ------------- | ------------------------------------ | ------------ | ----------------------------------------------------------------------------------------- |
| 511           | 台鐵新左營站－國道十號－涼山遊憩區   | 高雄客運     | 經義大醫院、嶺口、里港                                                                    |
| 511A          | 台鐵新左營站－國道十號－水門轉運站   | 高雄客運     | 直達車，例假日行駛。                                                                      |
| 603A          | 水門轉運站－賽嘉樂園                 | 高雄客運     | 例假日行駛。 經大路觀樂園、鍾理和故居                                                     |
| 603B          | 水門轉運站－涼山遊憩區               | 高雄客運     | 例假日行駛。 經台灣原住民族文化園區、瑪家遊客中心                                         |
| 603C          | 水門轉運站－屏東轉運站               | 高雄客運     | 例假日行駛，郵輪式公車，需事先預約。 台灣好行185沿山可愛咖 經可可園區、咖啡園區、銘泉農場 |
| 605           | 潮州轉運站－水門轉運站               | 高雄客運     | 例假日行駛。 經金石咖啡休閒農場、涼山遊憩區                                               |
| 605A          | 潮州轉運站－水門轉運站               | 高雄客運     | 例假日行駛。 經萬巒豬腳街、涼山遊憩區                                                     |
| 606           | 潮州轉運站－水門轉運站               | 高雄客運     | 經萬巒、屏東科技大學、龍泉                                                                |
| 8227          | 屏東轉運站－崙上－振興－三地門鄉公所 | 屏東客運     |                                                                                           |
| 8228          | 屏東轉運站－份子－振興－水門         | 屏東客運     |                                                                                           |
| 8229          | 屏東轉運站－崙上－三和村－水門       | 屏東客運     |                                                                                           |
| 8231          | 屏東轉運站－東勢－水門               | 屏東客運     |                                                                                           |
| 8232          | 屏東轉運站－老埤－水門               | 屏東客運     |                                                                                           |
| 8233          | 屏東轉運站－老埤－水門－霧台         | 屏東客運     |                                                                                           |
| 幸福三地門2路 | 水門－高樹                           | 三地門鄉公所 | 週一至週五行駛                                                                            |
| 幸福三地門3路 | 百合－德文                           | 三地門鄉公所 | 週一至週五行駛                                                                            |
| 德文達來線    | 德文－寶建醫院                       | 皇冠大車隊   | 週一至週五行駛                                                                            |
| 幸福霧臺1路   | 百合－霧台                           | 霧臺鄉公所   | 平日行駛                                                                                  |
| 幸福霧臺2路   | 東川－寶健醫院                       | 霧臺鄉公所   | 平日行駛，須預約                                                                          |
| 幸福霧臺3路   | 舊佳暮部落－國仁醫院                 | 霧臺鄉公所   | 每週二、四行駛，須預約                                                                    |